# Aldegonde Desmoulins
Antoinette Desmoulins, met kloosternaam Aldegonde (Bergen, 1 maart 1612 - Luik, 5 december 1692), was een benedictines in het prinsbisdom Luik. In Luik ontwierp en bouwde ze de kerk van haar abdij, de Onze-Lieve-Vrouw van de Vrede. Ze gaf taalles en onderrichtte de zusters in het maken van illustraties.

## Levensloop

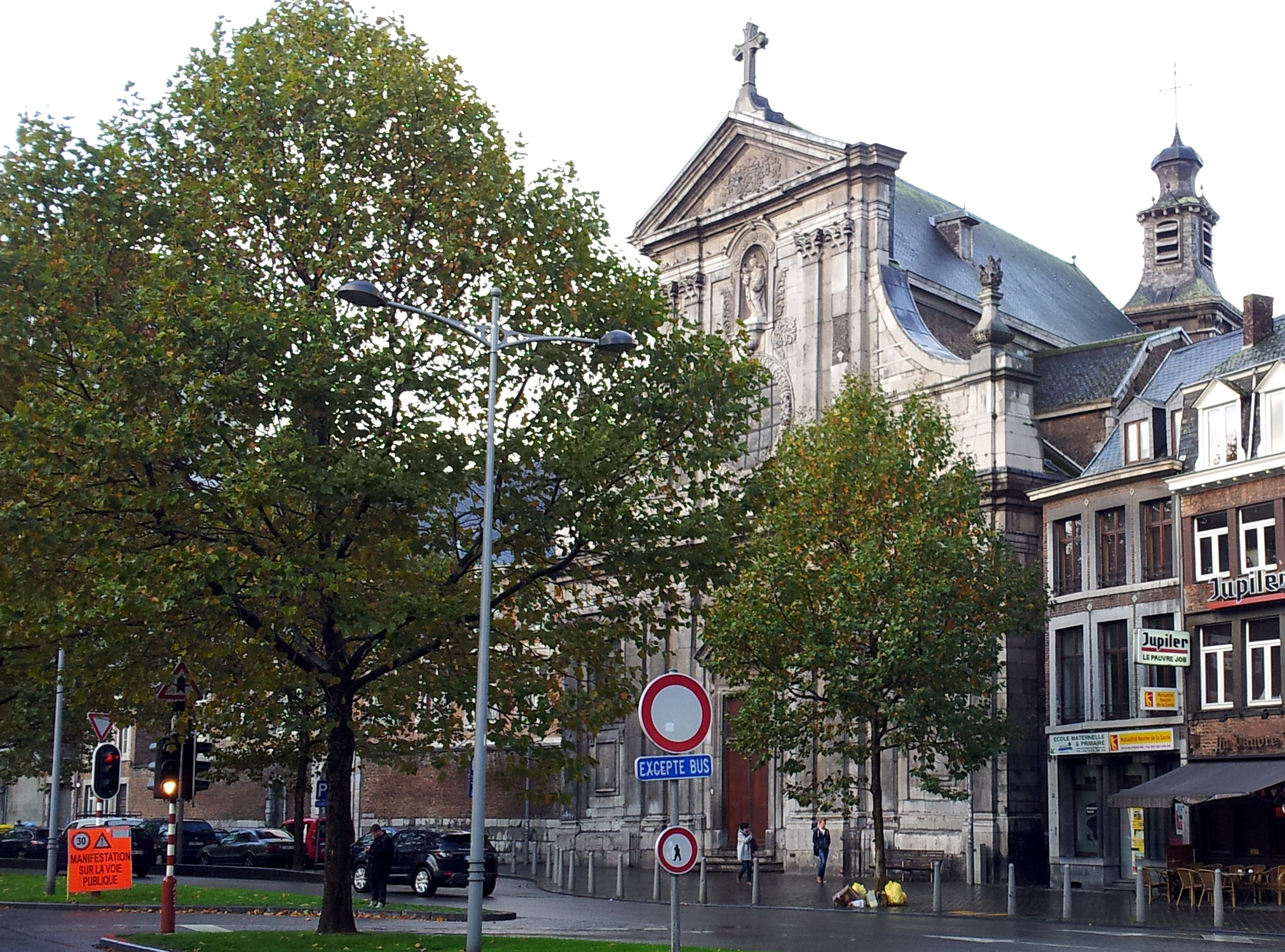
Aldegonde ontwierp deze abdijkerk in Luik.

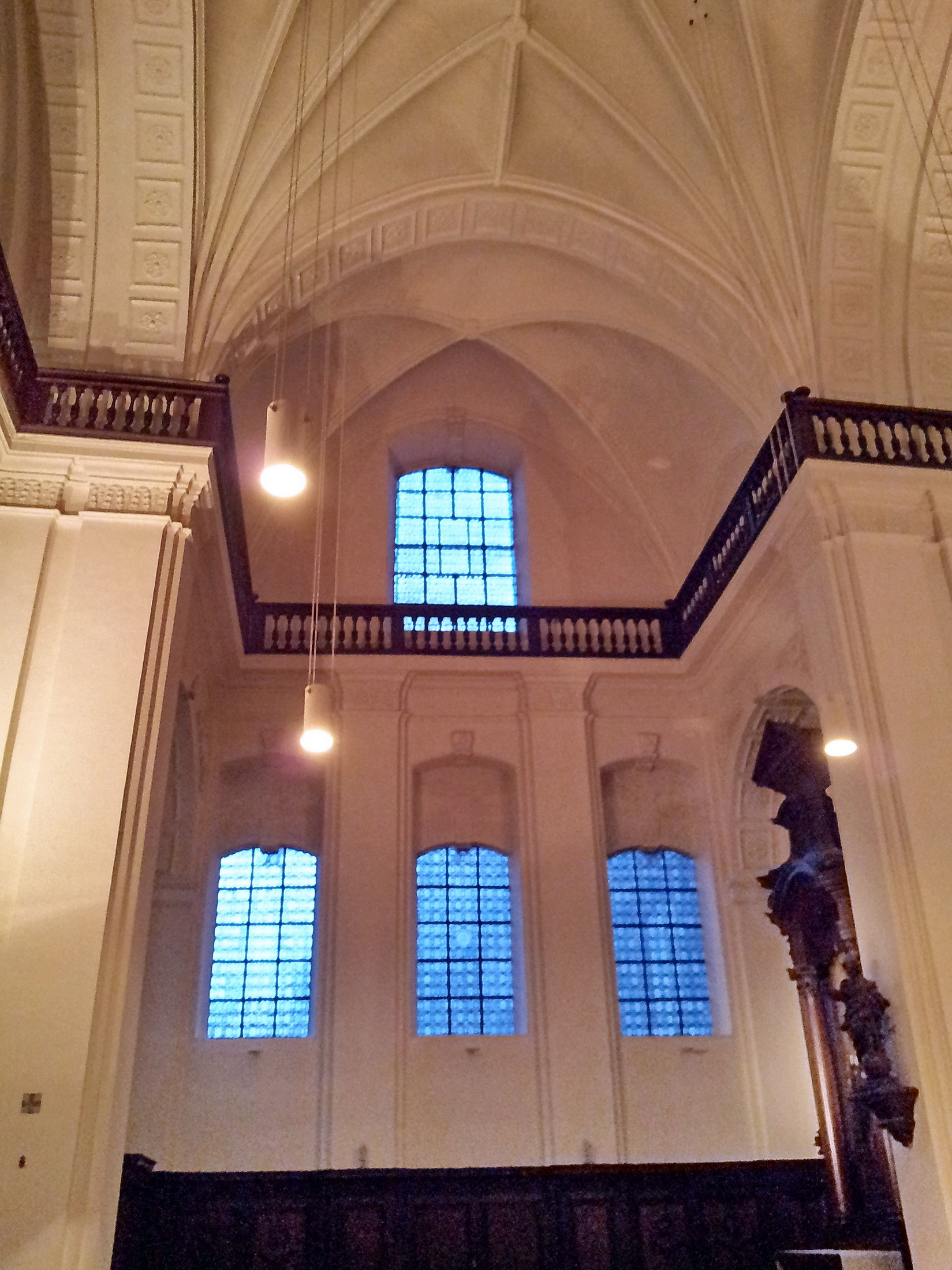
Binnenzicht

Desmoulins werd geboren als de oudste van 9 kinderen van het echtpaar Jean Desmoulins en Yolande Hennau. Het gezin woonde in Bergen, in de Spaanse Nederlanden. Vader Desmoulins was schilder en kunstschilder. Antoinette Desmoulins leerde het vak van haar vader en zijn collega's in Bergen. Ze was van jongs af aan betrokken bij decoratie van kerkinterieuren. 
In 1640, 28 jaar oud, trok ze in in de abdij van de benedictinessen van Luik. De abdij bestond nog maar sinds 1627. De abdij, zoals benedictinessenabdijen in de Zuidelijke Nederlanden gesticht door dezelfde zuster de Werquignoeul, droeg de naam van Onze-Lieve-Vrouw van de Vrede. Desmoulins was geletterd, een opvallend kenmerk in die tijd, zoals abdis Gordinne noteerde. Dit doet historici vermoeden dat Desmoulins school gelopen heeft in het klooster van de Filles de Notre-Dame in Bergen. Desmoulins leek een scholing van architect gevolgd te hebben. De abdis noteerde verder dat Desmoulins verbluffend mooie bloemen schilderde en sierlijke letters kon aanbrengen in haar schetsboek. Desmoulins bracht al haar schildersmateriaal van thuis mee naar haar klooster in Luik. Desmoulins legde zich toe op een vorm van tekenacademie en taalonderwijs in de abdij; medezusters maakten er illustraties onder haar leiding. Desmoulins gaf les in Frans en Waals.
De volgende abdis, Counotte, wenste een grote abdijkerk te bouwen, want de kleine kapel leek in te storten. De abdis zag in de architecte Desmoulins de geknipte persoon om niet alleen architect te zijn maar ook de werken te leiden. Kennelijk had Desmoulins al een werkplaats van het klooster laten bouwen. Desmoulins tekende een kerk in een stijl overgang Lodewijk XIII-Lodewijk XIV. Het enige obstakel voor de bouw van de kerk was het nodige geld. Na jaren van verkoop van zelfgemaakte spullen en het geven van onderwijs aan begoede meisjes was er nog onvoldoende kapitaal. Toen eindelijk voldoende giften van weldoeners binnen kwamen, startte Desmoulins met de bouw van de abdijkerk in 1686. Zij was toen 74 jaar. Zij leidde de bouwplaats, regelde de aankopen en gaf leiding aan bouwvakkers, schilders, beeldhouwers, schrijnwerkers en de orgelbouwers. In 1688 konden de vensterglazen geplaatst worden, wat het gebouw deed afsluiten. Reizigers die een bezoek aan Luik brachten, bezochten het bouwwerk en waren getroffen door de typische Franse stijl. Een beroerte trof haar in 1690, zodat ze maanden verlamd het bed moest houden. De abdijkerk geraakte nog datzelfde jaar 1690 af.
De beeldhouwer Arnold du Honthoir nam haar plaats over. Het resterende werk had immers betrekking op versieringen, inrichting en balustrades.
Zij stierf in 1692, 80 jaar oud. De abdis roemde haar omwille van haar literaire, artistieke en bouwkundige realisaties. Joseph Demarteau, een Luikenaar, die de geschiedenis van de abdij der benedictinessen neerpende, benadrukte dat Desmoulins, dochter van een onbekende schilder uit Bergen, uitgroeide tot een van de meest merkwaardige personen in het prinsbisdom Luik in de 17e eeuw.